# Centromerus persolutus
Centromerus persolutus är en spindelart som först beskrevs av O. Pickard-Cambridge 1875.  Centromerus persolutus ingår i släktet Centromerus och familjen täckvävarspindlar. Inga underarter finns listade i Catalogue of Life.